# Уильямс, Клод
Клод «Скрипач» Уильямс (англ. Claude «Fiddler» Williams); 22 февраля 1908, Маскоги, Оклахома, США — 25 апреля 2004, Канзас-Сити, Миссури, США) — американский джазовый и блюзовый скрипач, гитарист, певец автор песен. Номинант Blues Music Awards в номинации «Блюзовый инструменталист — иной» (2001) .

## Биография
Клод Уильямс родился в Маскоги, Оклахома 22 февраля 1908 года в семье кузнеца Ли Джей Уильямса и домохозяйки Лауры Уильямс младшим из шести детей. Рано проявил талант в музыке, c 10 лет научившись играть на струнных инструментах в оркестре мужа своей сестры: банджо, виолончели, гитаре, мандолине . Этот оркестр играл на улицах, в отелях, парикмахерских и повсюду в Маскоги и окрестностях Оклахома-Сити. Уильямс тогда зарабатывал этим шесть-семь долларов за вечер, тогда как люди работали за пять-шесть долларов всю неделю, что сподвигло его заниматься музыкальной карьерой. Увидев на концерте скрипача Джо Венути, Уильямс решил заняться джазовой скрипкой.      
В 1927 году он перебрался в Канзас-Сити, штат Миссури и в том же году вошёл в состав Twelve Clouds of Joy, во главе с трубачом Терренсом Холдером, а затем Энди Кирком и Мэри Лу Уильямс на фортепиано. В 1928 году он в первый раз записался как скрипач в составе группы на Brunswick Records. После ухода от Кирка в 1931 году, Уильямс переехал в Чикаго, где присоединился к группе Нэта Кинга Коула и его брата Эдди Коула, а затем стал первым гитаристом, который в 1937 году записался с Каунтом Бэйси . В том же году он был назван лучшим гитаристом года в опросе читателей журнала Downbeat . В 1940-х годах Уильямс работал в группе Four Shades of Rhythm в Чикаго. В начале 1950-х недолго играл блюз в Лос-Анджелесе с Роем Милтоном, затем вернулся в Канзас-Сити, где играл с Эдди Винсоном, Хэнком Джонсом и пианистом Джеем Макшенном. 
В течение следующих двадцати лет он руководил собственными группами, гастролировал, но не записывался, выступал в том числе с такими звёздами, как Чарли Крисчен, Чарли Паркер и Арт Тейтум. Почти через тридцать лет после своей последней записи он воссоединился с Макшенном в 1970-х годах и в 1973 году участвовал в записи альбом Макшенна The Man From Muskogee. С 1972 по 1977 год Уильямс выступал в клубе Bill's Le Gourmet в Уичито, штат Канзас. В 1977 году записал свой первый сольный альбом Fiddler's Dream, в котором принял участие Макшенн. В 1981 году участвовал вместе с Чемпионом Джеком Дюпри в записи альбома Feelin' Good датского диксиленда Fessors Session Boys. Выступал на джазовых фестивалях в Монтерее и Ницце, а также на Смитсоновском фольклорном фестивале. В 1980-е годы выступал в бродвейском шоу Black and Blue, гастролирующее по всему миру и в то же время начал не только играть на скрипке, но и петь. В 1993 году Arhoolie Records выпустила двойной альбом, содержащий запись концерта Уильямса в 1989 году.  
В 1989 году принял участие в шоу под названием «Masters of the Folk Violin», где в финале выступил с Уильямсом Крауссом и Элисон Краусс, в то время 16-летней кантри-скрипачкой и певицей. В 1990-х годах Уильямс выступал на многих площадках, в том числе в Карнеги-холле, Линкольн-центре и на инаугурации президента Билла Клинтона.
В 1998 году Уильямс был удостоен стипендии Национального фонда искусств за сохранение национального наследия, которая является высшей наградой правительства США в области народного и традиционного искусства . Включён в Зал славы джаза Оклахомы (1989), став первым введённым в этот зал. В 2000 году выпустил свой последний студийный альбом Swingin' the Blues, который принёс ему номинацию на Blues Music Awards в номинации «Блюзовый инструменталист — иной» (в ней награждаются музыканты, играющие на нехарактерных для блюза инструментах). Отзыв про альбом был следующий: «Свинг Уильямса по-прежнему звучит непринужденно, легко и яростно одновременно. Его мелодичный и гармонический талант — не что иное, как сенсационный» 
Клод Уильямс был последним живым джазовым музыкантом, который записывался до 1930 года. В последний раз выступил в декабре 2023 года в 95-летнем возрасте . 25 апреля 2004 года Клод Уильямс умер от пневмонии  в Канзас-Сити, где провёл почти всю жизнь. 
«Скрипач-виртуоз с мощным, похожим на духовой инструмент тембром» 
The New York Times: «Он превратил инструмент в льстивую, лукавую и бурлящую мелодию, с фразами, которые звучали как изысканный, остроумный волчий свист» .
Сам Уильямс сказал, что его игра на гитаре оказала большое влияние на его подход к скрипке: «Мой стиль отличается от стиля любого другого скрипача в Соединенных Штатах или где-либо ещё. Потому что кроме попыток качать мелодию с   маленькими украшениями, я играю аккордовые прогрессии, которые знаю на гитаре: моя уменьшенная, увеличенная, бемольная квинта и все такое» .

## Дискография
- Call for the Fiddler (SteepleChase Records, 1976), как Claude Williams Quintet
- Fiddler's Dream (Classic Jazz), 1977
- Kansas City Giants (Big Bear Records, 1980), как Claude Williams' Kansas City Giants
- Live at J's, Pt. 1 (Arhoolie Records, 1993)
- Live at J's, Pt. 2 (Arhoolie, 1993)
- Jazz Violin & Guitar Duets (Global Village, 1995)
- Swingtime in New York (Progressive Records, 1996)
- King of Kansas City (Progressive, 1996)
- Swingin' the Blues (Bullseye Blues, 2000)
- My Silent Love (Black & Blue Records, 2002)[9]

С Каунтом Бейси
- The Original American Decca Recordings (GRP Records, 1937–39)